# Cyathea integra
Cyathea integra är en ormbunkeart som beskrevs av John Smith. Cyathea integra ingår i släktet Cyathea och familjen Cyatheaceae. Inga underarter finns listade.